# Кыштовка (аэродром)
Кыштовка — бывший аэропорт, ныне — вертодром в Новосибирской области России. Аэропорт ранее располагался на окраине села Кыштовка, позже был перенесён ближе к посёлку Таволга.
Оборудован двумя посадочными площадками, имеет одну ВПП. Как аэропорт появился в 1960-х, через три десятилетия был закрыт. В 2008 году был снова открыт — уже как вертодром.

## Расположение

Здание до 2013 года

Расположен на территории Новочекинского сельсовета Кыштовского района. Ближайшим населённым пунктом является посёлок Таволга. Аэропорт связан местной автодорогой c автодорогой Кыштовка — Орловка.

## Описание
Имеет одну взлётно-посадочную полосу (02/20) длиной 900 и шириной 23 м с твёрдым покрытием. Высота над уровнем моря — 116 м. Магнитный путевой угол ВВП 017°/197°, истинный 029°/209°. Расчётное магнитное склонение определяется как +11.9°. По данным 2000-х годов, частота ADF — 700 герцов, работала приводная радиостанция. Код ИКАО — UNOA, позывной KY. Управляется Западно-Сибирским МТУ ФСВТ России. Две вертолётные площадки, производится также ремонт воздушных судов данного типа. Есть комплекс зданий: гостиница, буфет.

## История
В Новосибирской области была развита и востребована сеть воздушных перевозок: практически во всех районах региона имелись аэропорты. В Кыштовском районе таковой появился во второй половине 1960-х: он был создан на деньги новосибирского авиационного предприятия вместе с некоторыми другими, был построен терминал. Через примерно два десятилетия в 1980-х перенесён на нынешнее место расположения, до этого располагался на окраине села Кыштовка. С 1991 года здесь базируется метеостанция Кыштовка (М-II). На 1997 год один из четырёх аэропортов области, местного значения. В 1998 году состоялся последний рейс до аэропорта. Тогда владельцем аэропорта была авиакомпания «Новосибирск-Авиа».
После этого в течение десяти лет был законсервирован. В 2008 году вновь начал работу как вертодром: был куплен Томской транспортной компанией и реконструирован вместе с постройками за её счёт. До этого аэродром спасён от разрушения местным населением, позднее прошёл ремонт и установлено расписание.
По состоянию на третий квартал 2019 года — один из восьми официально действующих аэродромов Новосибирской области.

## Пассажирское сообщение
В бытность аэропортом обслуживал местные воздушные линии: было сообщение с центром области, в 1994 год для этих целей был куплен самолёт Л-410. Принимает вертолёты моделей Ми-8Т и Ми-2, Ми-26 нефтяных компаний (рейсы на различные месторождения региона и другие, населённые пункты Каргасок, Новый Васюган, Игол, Кедровое). Чаще всего примерно 3 рейса за один день, но при этом в год приблизительно 60. Также возможна посадка самолётов, среди которых Ан-2, Ил-14, Ан-28. Вертодром также принимает вертолёты с грузом.